# Abadir
Abadir è un termine probabilmente di origine fenicia che indicava alcune pietre di forma cilindrica che si dicevano essere cadute dal cielo; queste pietre, oggetto di molte superstizioni, venivano venerate e avevano un proprio culto. Si diceva anche che fosse la pietra che Rea, moglie del dio Crono, ingannando il marito, gli diede da mangiare per impedirgli di divorare il figlio Zeus.
Equivalente al betilo, rappresenta la "pietra sacra" venerata come esser la sede della divinità; come la pietra di Pessinunte, immagine della Grande Madre, la Dea della Frigia Cibele e del tutto simile alla deità di origine romana Termine.

## Nella mitologia
Secondo la leggenda, quando Rea partorì Zeus, suo marito Crono le ordinò di consegnargli il neonato, in modo da mangiarlo, come aveva fatto coi precedenti, dato che un oracolo aveva  predetto che sarebbe stato scalzato dal suo trono di re degli dei da uno dei suoi figli. 
A differenza delle altre volte, però, Rea non obbedì al marito, dandogli invece una pietra avvolta tra le fasce (un abadir) come fosse un bambino, mentre Zeus veniva nascosto in una grotta di Creta. Crono non si accorse del trucco e pensò di aver mangiato anche Zeus.
Quando Zeus, una volta cresciuto, venne assunto sotto false spoglie come coppiere degli dei, diede un giorno al padre una pozione speciale che gli vece vomitare i suoi fratelli, Ade e Poseidone, che uscirono adulti ed integri, insieme alla pietra.
Questa pietra, che aveva permesso a Zeus di diventare re degli dei, fu da quel momento venerata come una reliquia, conservata nel tempio di Apollo a Delfi, e cosparsa di olio, sangue e vino.